# Ad-Rock
Adam Keefe Horovitz, mais conhecido como Ad-Rock ou King Ad-Rock (Nova Iorque, 31 de outubro de 1966), é um músico, guitarrista, rapper, produtor e ator norte-americano. É mais conhecido como membro do grupo pioneiro do hip hop, Beastie Boys.

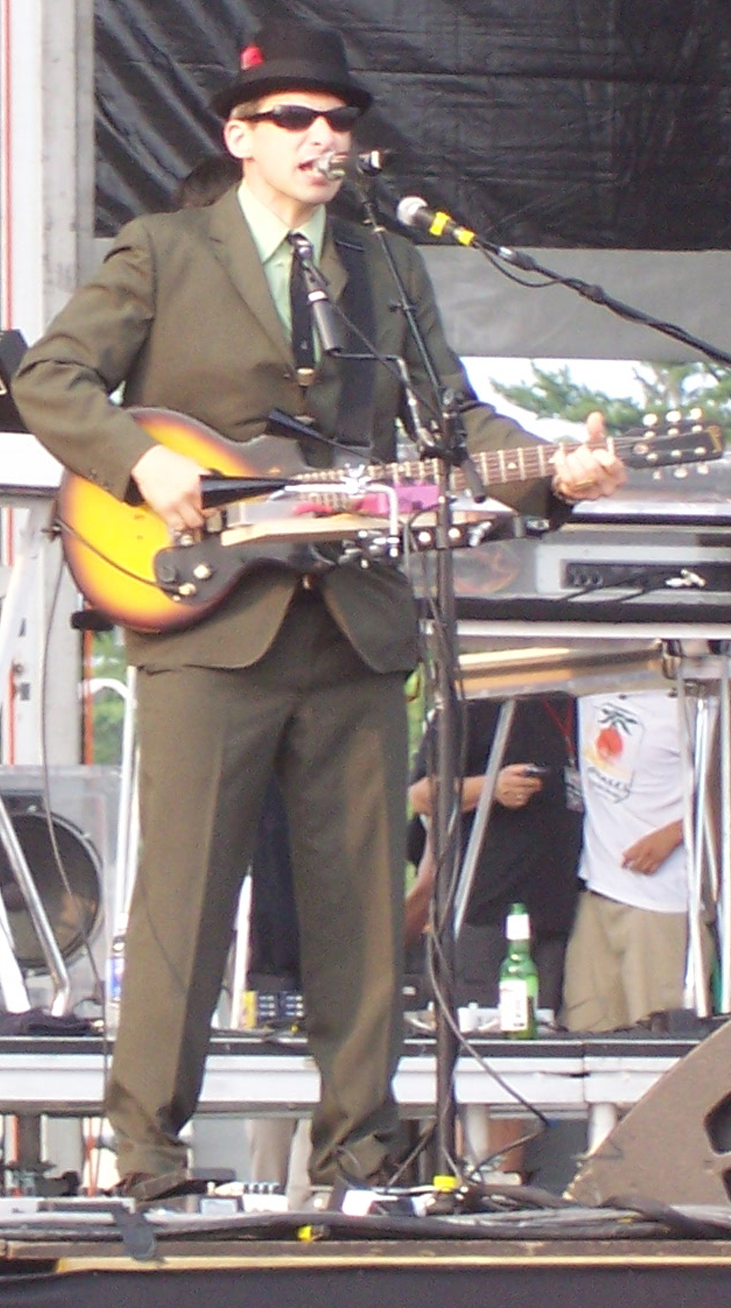
Adam Horovitz - Ad-Rock 2007

## Início da vida
Horovitz nasceu em South Orange, Nova Jérsei, o filho do falecido Doris (Keefe née) e dramaturgo Israel Horovitz. Seu pai é judeu e sua mãe, que era de ascendência irlandesa, era católica. Sua criação foi secular, ou seja, foi criado sem religião.

## Carreira
Horovitz começou sua carreira musical com uma temporada na banda de punk rock, The Young and the Useless, que muitas vezes se apresentaram como Beastie Boys. Quando  o  guitarrista dos Beastie Boys, John Berry saiu, Horovitz o substituiu em 1982, quando tinha 16 anos. Após Horovitz se juntar à banda, os Beastie Boys mudaram seu som, evoluindo de uma banda de hardcore punk para um grupo de hip hop. A banda assinou contrato com a Def Jam, e lançou seu primeiro álbum Licensed to Ill, em 1986. O álbum foi um enorme sucesso comercial, e gerou seis singles de sucesso. Além de seu trabalho com os Beastie Boys, Horovitz também fez remixes de inúmeras trilhas para outros artistas sob o pseudônimo de 41 estrelas pequenas.
Horovitz também atuou em vários filmes e programas de televisão. Alguns de seus papéis incluem Doolan 'Chino' Tim em Lost Angels (1989), Sam em Roadside Prophets (1992), e Repulski em Godspeed 2007.

## Vida pessoal
Horovitz sofre de epilepsia, tendo convulsões causadas por fotografia com flash.  Sua epilepsia está agora sob controle, embora ele deve estar sob supervisão médica constante. Ele foi casado com a atriz Ione Skye  entre 1992 e 1999. Atualmente, ele é casado com a artista e ativista Kathleen Hanna, com quem namorava desde 1997, se casando com ela em 2006.